# Teun Jacobs
Teun Jacobs (Sambeek, 22 november 1983) is een Nederlands voetbalbestuurder die sinds 1 januari 2025 technisch directeur is van VVV-Venlo.

## Spelers- en trainersloopbaan
De Brabander was als jeugdvoetballer bij VV Sambeek een talentvolle keeper die enkele jaren deel uitmaakte van de jeugdopleiding van VVV. Via Volharding keerde hij weer terug bij VV Sambeek, waar hij vanaf 2003 als veldspeler doorgaans als rechtsback speelde. Tussen 2004 en 2009 was Jacobs daarnaast werkzaam als jeugdtrainer bij de Voetbal Academie N.E.C./FC Oss waar hij achtereenvolgens de O13, O14, O12 en opnieuw de O13 onder zijn hoede had. Daarnaast was hij in het seizoen 2008/09 hoofdtrainer van vv De Zwaluw.

## Bestuursfuncties

### N.E.C.
Met ingang van 1 januari 2010 benoemde N.E.C. hem tot hoofd jeugdopleiding. Een jaar later verlengde de Nijmeegse club zijn contract met twee jaar.

### KNVB
In 2013 maakte Jacobs de overstap naar de KNVB waar hij aan de slag ging als coördinator kwaliteit- en performancemodel jeugdopleidingen. In die functie ging hij jeugdcoaches van de nationale teams assisteren en als docent optreden bij de landelijke opleidingen.

### Almere City
Na 6,5 jaar bij de KNVB keerde Jacobs in 2020 in de functie van technisch manager terug naar het betaald voetbal, als opvolger van Robert Maaskant bij  Almere City die zich ten doel had gesteld om binnen anderhalf jaar naar de Eredivisie te promoveren. In 2021 liep de ambitieuze eerstedivisionist op de allerlaatste speeldag directe promotie mis en halverwege het seizoen 2021/22 was Almere City hekkensluiter. In februari 2022 besloten beide partijen na afloop van het seizoen uit elkaar te gaan.

### Willem II
In mei 2022 tekende de Brabander een tweejarig contract als technisch directeur bij het zojuist gedegradeerde Willem II. Opnieuw kreeg Jacobs de opdracht om promotie naar de Eredivisie te bewerkstelligen. In zijn eerste seizoen werd die ambitie niet gerealiseerd na uitschakeling in de play-offs van 2023. De start van Willem II het seizoen 2023/24 was turbulent. Na vier wedstrijden in de Eerste divisie bevond de Tilburgse club zich op een teleurstellende vijftiende plek. Dit leidde tot het ontslag van trainer Reinier Robbemond onder druk van de supporters die ook het ontslag van de directie eisten. Een dag later besloot ook Teun Jacobs om op te stappen. Met name de bedreigingen aan zijn adres leidden tot dat besluit.

### VVV-Venlo
Sinds het vertrek in juli 2023 van technisch manager Willem Janssen was VVV-Venlo op zoek naar een opvolger. Nadat eerst Marc van Hintum en later John Lammers die functie op interim-basis hadden ingevuld, vond de club in november 2024 dan eindelijk een structurele opvolger. Teun Jacobs werd met ingang van 1 januari 2025 aangesteld als de nieuwe technisch directeur van de Venlose eerstedivisionist waar hij een contract tekende tot medio 2026.